# 新党友愛
新党友愛（しんとうゆうあい、略称：友愛、英語: New Fraternity Party）は、かつて存在した日本の政党である。
新進党の解散（分党）に伴い旧民社党系の国会議員を中心に結成。1998年1月5日に結党大会を開き、届け出た。ただし、法的には1998年1月1日発足である。1998年4月27日民主党の結成により解散。
新進党合流後、政治団体「民社協会」を結成し、現在では国民民主党内における影響力を残している。現在は東京都港区西新橋の民社協会の事務所内に本部を置く形で事実上の後進団体の友愛協会（ゆうあいきょうかい, 代表：川合孝典）が、政治団体として活動している。総務省への政治資金収支報告書も2019年度提出分まで確認できる。

## 歴史
- 1997年

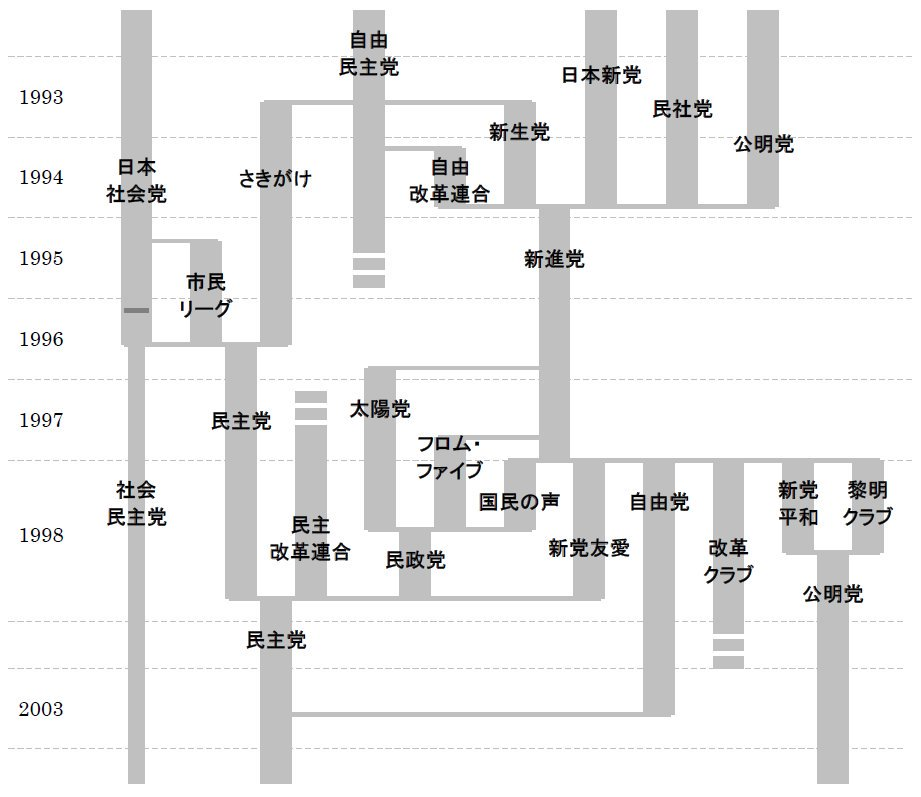
1990年代の政党の離合集散

  - 12月31日 - 新進党分党、6党（新党友愛、自由党、新党平和、黎明クラブ、国民の声、改革クラブ）に分党。
- 1998年
  - 1月5日 - 新党友愛結成。（手続上は1月1日）
  - 1月8日 - 新党友愛、太陽党、旧民主党、国民の声、フロム・ファイブ、民主改革連合が院内会派「民主友愛太陽国民連合」（民友連）結成。
  - 1月23日 - 民友連3党（太陽党、国民の声、フロム・ファイブ）が民政党を結成。
  - 4月27日 - 民友連4党（民主党、民政党、新党友愛、民改連）が統合し、新民主党を結成。

## 役職

### 歴代の常任幹事会代表
| 代 | 代表 | 代表     | 在任期間                   |
| -- | ---- | -------- | -------------------------- |
| 1  |      | 中野寛成 | 1997年1月5日 1998年4月26日 |

### 常任幹事会・執行部役員表
| 新党友愛常任幹事会 | 新党友愛常任幹事会 | 新党友愛常任幹事会 | 新党友愛常任幹事会 | 新党友愛常任幹事会 |
| 代表               | 副代表             | 幹事長             | 政策委員長         | 国会対策委員長     |
| ------------------ | ------------------ | ------------------ | ------------------ | ------------------ |
| 中野寛成           | 足立良平           | 伊藤英成           | 川端達夫           | 玉置一弥           |

## 新党友愛議員一覧

### 衆議院議員
- 田中慶秋（神奈川5区）
- 伊藤英成（愛知11区）
- 嶋聡（愛知13区）
- 川端達夫（滋賀1区）
- 玉置一弥（京都6区）
- 中野寛成（大阪8区）
- 今田保典（比例東北ブロック）
- 神田厚（比例北関東ブロック）
- 福岡宗也（比例東海ブロック）
- 吉田治（比例近畿ブロック）
- 鍵田節哉（比例近畿ブロック）
- 高木義明（比例九州ブロック）
- 島津尚純（比例九州ブロック）
- 城島正光（比例東京ブロック）

### 参議院議員
- 今泉昭（千葉県選挙区）
- 平田健二（岐阜県選挙区）
- 吉田之久（奈良県選挙区）
- 石田美栄（岡山県選挙区）
- 直嶋正行（参議院比例区）
- 長谷川清（参議院比例区）
- 勝木健司（参議院比例区）
- 足立良平（参議院比例区）
- 寺崎昭久（参議院比例区）